# Optagelser fra 5. Thuleekspedition
|  | Denne artikel er oprettet af botten Steenthbot ud fra en ekstern database. Den kan derfor have sproglige fejl eller mangler. Denne skabelon kan fjernes efter kontrol af indholdet. |

Optagelser fra 5. Thuleekspedition er en dansk dokumentarisk optagelse fra 1924.

## Handling
Optagelser fra 5. Thuleekspedition 1924:

1) 'Ulvedans', hvor deltagerne skiftevis optræder som mennesker og forklædt som ulve - formentlig fra lejrene uden for Nome, Alaska.

2) Alaskaeskimo demonstrerer kajak-kæntring - formentlig også ved Nome.

3) En indfødt demonstrerer 'himmelspræt'. Det foregår på to sammensyede hvalrosskind forsynet med håndtag, som hjælpere holder i. Den 'dansende' bliver slynget 7-8 meter op i luften og laver akrobatiske tricks. Formentlig optaget ved Point Barrow, juni 1924.

4) Leg, hvor to kæmpende eskimoer dyster på 'benspænd'.

Kilde: Leo Hansen: I Knuds slædespor (1953).